# Punta Óscar
Punta Óscar ist eine Landspitze im Norden der Livingston-Insel im Archipel der Südlichen Shetlandinseln. Auf der Westseite des Kap Shirreff, dem nördlichen Ausläufer der Johannes-Paul-II.-Halbinsel, liegt sie nördlich des Playa Del Canal und rund 350 m nordnordwestlich des Punta Antonio.
Chilenische Wissenschaftler benannten sie nach Óscar Pinochet de la Barra (1920–2014), Direktor des Instituto Antártico Chileno.